# Heliodoxa gularis
Heliodoxa gularis là một loài chim trong họ Trochilidae.